# Diggers (jeu vidéo)
Pour les articles homonymes, voir Diggers.
Diggers est un jeu vidéo de puzzle développé et édité par Millennium Interactive, sorti en 1993 sur DOS, Acorn Archimedes, Amiga 1200 et Amiga CD32.
Il a pour suite Diggers 2: Extractors .

## Accueil
- Amiga Joker : 70 % (CD32)[1]